# Pelourinho de Vila Cova à Coelheira
O Pelourinho de Vila Cova à Coelheira é um pelourinho localizado na freguesia de Vila Cova à Coelheira, no município do Vila Nova de Paiva, Distrito de Viseu, em Portugal.
Este pelourinho encontra-se classificado como Imóvel de Interesse Público desde 1933.